# Nawłoć alpejska
Nawłoć alpejska (Solidago virgaurea subsp. minuta) – takson roślin z rodziny astrowatych wyróżniany w randze podgatunku nawłoci pospolitej, czasem też jako odrębny gatunek. Występuje w górach Europy od Wielkiej Brytanii, Szwecji i Finlandii na północy po Hiszpanię i Grecję na południu, poza tym w Azji Mniejszej i w Maroku. W Polsce występuje pospolicie w wyższych partiach Sudetów i Karpat (Tatry, Beskidy Zachodnie i Bieszczady).

## Morfologia

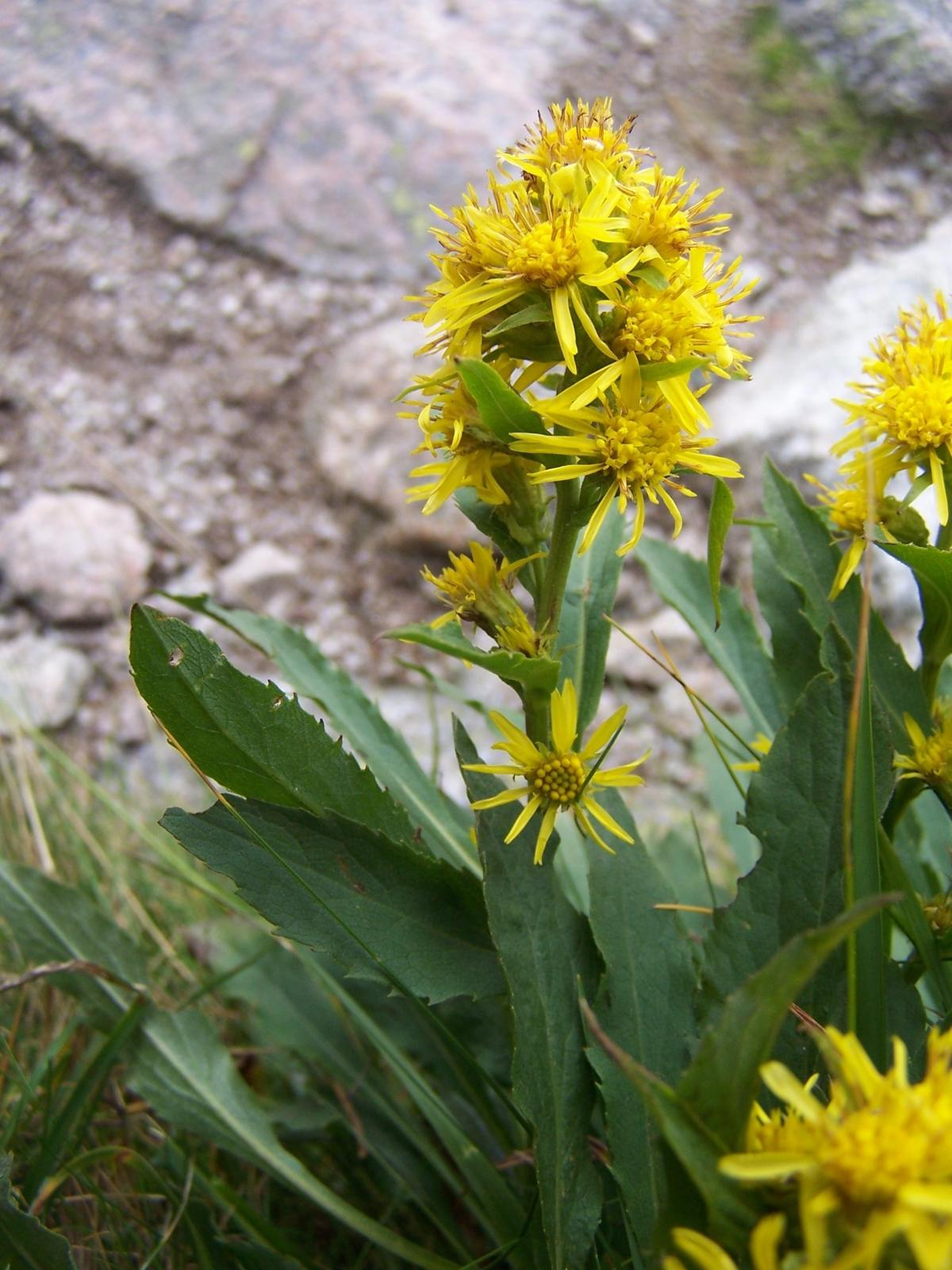
Kwiatostany i liście

PokrójRoślina zielna o pędzie nagim, osiągającym wysokość 10–50 cm.
LiścieOdziomkowe lancetowate, zwężone w długi i oskrzydlony ogonek, blaszka na brzegu grubo piłkowana. Liście łodygowe zmniejszają się ku górze i mają coraz krótsze ogonki (dolne liście łodygowe są jednak dłuższe od odziomkowych).
KwiatyZebrane w koszyczki wyrastające na długich szypułkach (od 7 do 30 mm) i tworzące szczytowy, groniasty kwiatostan złożony. Kwiaty są żółte, brzeżne języczkowate, środkowe rurkowate. Okrywa osiąga zwykle 6,5–8,5 mm wysokości, a cały koszyczek 8–10,5 mm. Listki okrywy mają ponad 1,3 mm szerokości i zwykle wyrastają w dwóch rzędach. Kwiatów rurkowych wewnątrz koszyczka jest zazwyczaj od 21 do 36. Kwiaty języczkowe od 5 do 8 mm długie.
OwoceNiełupki z puchem kielichowym.
Rośliny podobnePodgatunek typowy nawłoci pospolitej bywa wyższy (do 1 m) i owłosiony, ma szersze liście, ale koszyczki ma nawet dwa razy mniejsze. Jego okrywa osiąga zazwyczaj 5–6,5 mm wysokości, a cały koszyczek poniżej 8 mm. Listki okrywy mają zazwyczaj od 0,9 do 1,3 mm szerokości i zazwyczaj wyrastają w 3 lub 4 rzędach. Wewnątrz koszyczka znajduje się tylko 11–18 kwiatów rurkowatych, rzadko więcej. Między wyższymi piętrami górskimi i populacjami niżowymi występują rośliny o cechach pośrednich, być może mieszańce.

## Biologia i ekologia
Bylina, hemikryptofit. Kwitnie od lipca do września. Siedlisko: ziołorośla, hale, murawy i borówczyska, luki wśród zarośli kosodrzewiny. Rośnie głównie w piętrze kosodrzewiny i piętrze halnym. Fitosocjologia: w klasyfikacji zbiorowisk roślinnych gatunek charakterystyczny dla Ass. Calamagrostietum villosae (tatricum). 
Roślina trująca: Roślina szkodliwa dla bydła domowego – może powodować zatrucia, objawiające się gorączką, obrzękami i nadmiernym wydalaniem moczu.

## Zastosowanie
Roślina lecznicza. Ma podobne własności lecznicze, jak nawłoć pospolita.